# Wirkspiegel
Der Wirkspiegel eines pharmakologischen Wirkstoffes ist die biologisch wirksame Konzentration dieses Stoffes, d. h. die Konzentration im behandelten Organismus, oder einem Teil desselben (beispielsweise dem Glaskörper des Auges), die mit der gewünschten biologischen (medizinischen) Wirkung korreliert. Der Wirkspiegel wird oft im Rahmen des Drug Monitoring im Blut gemessen.